# Elimination Chamber (2017)
Elimination Chamber (2017) (znane w Niemczech jako No Escape (2017)) – gala wrestlingu wyprodukowana przez federację WWE dla wrestlerów z brandu SmackDown. Odbyła się 12 lutego 2017 w Talking Stick Resort Arena w Phoenix w Arizonie. Emisja była przeprowadzana na żywo za pośrednictwem WWE Network oraz w systemie pay-per-view. Była to siódma gala w chronologii cyklu Elimination Chamber i pierwsza organizowana od 2015.
Na gali odbyło się osiem walk, w tym jedna podczas pre-show. W walce wieczoru, Bray Wyatt wygrał Elimination Chamber match i zdobył po raz pierwszy w karierze WWE Championship. Dodatkowo Naomi pokonała Alexę Bliss i stała się nową posiadaczką WWE SmackDown Women's Championship, zaś w innych walkach Randy Orton pokonał Luke'a Harpera, American Alpha obroniło tytuły WWE SmackDown Tag Team Championship w tag team turmoil matchu, zaś Becky Lynch pokonała Mickie James.

## Produkcja
Elimination Chamber oferowało walki profesjonalnego wrestlingu z udziałem różnych wrestlerów z brandu SmackDown z istniejących oskryptowanych rywalizacji i storyline’ów, które są kreowane na tygodniówce SmackDown Live. Wrestlerzy są przedstawieni jako heele (negatywni, źli zawodnicy i najczęściej wrogowie publiki) i face’owie (pozytywni, dobrzy i najczęściej ulubieńcy publiki), którzy rywalizują pomiędzy sobą w seriach walk mających budować napięcie. Kulminacją rywalizacji jest walka wrestlerska lub ich seria.

### Rywalizacje
17 stycznia na odcinku tygodniówki SmackDown Live, komisarz Shane McMahon ogłosił, że walką wieczoru gali będzie Elimination Chamber match o WWE Championship. Broniącym mistrzostwa będzie John Cena, który na gali Royal Rumble pokonał AJ Stylesa. 30 stycznia zostało potwierdzone, że Styles wykorzystał klauzulę rewanżową i stał się uczestnikiem Elimination Chamber matchu. 31 stycznia na odcinku SmackDown, Shane McMahon wyznaczył jako czterech kolejnych uczestników pojedynku Braya Wyatta, Barona Corbina, The Miza oraz Deana Ambrose'a. Podczas przyszłotygodniowego epizodu, Ambrose, Corbin, Miz i Styles zawalczyli ze sobą w fatal 4-way matchu, który wygrał Corbin po przypięciu Stylesa. Tej samej nocy, Cena pokonał Ortona po interwencji ze strony Luke'a Harpera, wskutek czego na galę Elimination Chamber zapowiedziano singlowy pojedynek pomiędzy Ortonem i Harperem.
Na listopadowej gali Survivor Series, Nikki Bella oryginalnie miała należeć do kobiecej drużyny SmackDown, jednakże tuż przed walką została zaatakowana przez nieznaną wrestlerkę. Przez kilka tygodni rywalizowała z Carmellą, którą uważała za sprawczynię. Po ich walce na gali TLC, Carmella ujawniła, że to Natalya zaatakowała Bellę. Natalya przyznała się 20 grudnia na odcinku SmackDown Live, argumentując tym, iż Bella odnosiła sukces z powodu związku z Johnem Ceną. Obie wystąpiły w przeciwnych drużynach w walce na gali Royal Rumble, którą wygrała Bella, Naomi oraz Becky Lynch. 31 stycznia na odcinku Smackdown Live, Daniel Bryan wyznaczył pojedynek pomiędzy kobietami na galę Elimination Chamber, zaś tydzień później podczas emisji Talking Smack, Natalya ponownie zaatakowała Bellę.
20 grudnia podczas odcinka SmackDown Live, Becky Lynch wystąpiła jako zamaskowana La Luchadora i pokonała Alexę Bliss. Tydzień później odbył się rewanż o tytuł, podczas którego Lynch zaatakowała kolejna osoba podszywająca się za La Luchadorę; 17 stycznia ujawniono, że postać grała powracająca Mickie James, która pomogła Bliss obronić tytuł w walce z Lynch w Steel Cage matchu. 24 stycznia na odcinku SmackDown Live, James wytłumaczyła atak tym, że była pomijana podczas "rewolucji kobiet" panującej w federacji, po czym wraz z Bliss ponownie zaatakowały Lynch. Tej samej nocy powróciła Naomi, która miała zawalczyć z Natalyą, lecz po ataku Belli na rywalce, Naomi wyzwała posiadaczkę WWE SmackDown Women's Championship Alexę Bliss. Mistrzyni odmówiła walki o mistrzostwo. Na gali Royal Rumble, Naomi przypięła Bliss w sześcioosobowym tag-team matchu. Dwa dni później przypięła ją w tag-team matchu. Podczas talk-show Talking Smack ujawniono, że Bliss będzie broniła mistrzostwa w walce z Naomi na gali Elimination Chamber. 7 lutego podczas SmackDown Live odbyło się podwójne podpisywanie kontraktów na dwie walki: pomiędzy Naomi i Bliss o tytuł, a także Mickie James i Becky Lynch w singlowym starciu.
13 grudnia na odcinku SmackDown Live odbył się Battle Royal wyłaniający pretendentów do WWE SmackDown Tag Team Championship, który wygrali The Hype Bros (Mojo Rawley i Zack Ryder). Po walce poinformowano, że Ryder kontuzjował kolano i będzie musiał przejść operację. Dwa tygodnie później odbył się four-way tag-team elimination match pomiędzy American Alpha, Heathem Slaterem i Rhyno, The Usos i broniące mistrzostw The Wyatt Family (reprezentowane przez Luke'a Harpera i Randy'ego Ortona). Nowymi mistrzami zostali American Alpha. The Wyatt Family przegrało w rewanżu z 10 stycznia. Na odcinku z 31 stycznia, American Alpha wyzwało dowolną drużynę do walki o mistrzostwa, lecz do ringu wkroczyli The Usos, The Ascension, The Vaudevillains, Breezango (Fandango i Tyler Breeze) oraz Slater i Rhyno, którzy rozpoczęli bijatykę w ringu. Podczas Talking Smack ogłoszono tag team turmoil match pomiędzy sześcioma drużynami na galę Elimination Chamber. 7 lutego podczas SmackDown Live, The Ascension, The Usos i The Vaudevillains pokonali American Alpha, Breezango oraz Slatera i Rhyno w 12-osobowym tag-teamowym starciu.
27 grudnia 2016 na epizodzie SmackDown Live, Dolph Ziggler przegrał pojedynek o WWE Championship z Baronem Corbinem i broniącego tytułu AJ Stylesem. W następnym tygodniu przegrał singlowe starcie z Corbinem, który po walce chciał zaatakować Zigglera, lecz na jego ratunek przybył Kalisto. Niespodziewanie Ziggler wymierzył Kalisto Superkick uznając, że nie potrzebuje niczyjej pomocy. Na zapleczu skonfrontował się z Apollo Crewsem, którego również zaatakował i stał się antagonistą. Podczas odcinka z 10 stycznia, Kalisto pokonał Zigglera, lecz ten zaatakował go stalowym krzesełkiem po walce. To samo czekało Crewsa, który chciał pomóc Kalisto. 17 stycznia, Ziggler gościł w segmencie King's Court prowadzonym przez Jerry'ego Lawlera, któremu ostatecznie również wykonał Superkick. W kolejnych dwóch epizodach pokonał Kalisto, zaś 7 lutego szybko przegrał z Crewsem, którego po walce próbował zaatakować krzesełkiem. Na zapleczu stwierdził, że jest w stanie pokonać Crewsa i Kalisto w tym samym czasie, wskutek czego Daniel Bryan zatwierdził jego walkę z dwoma przeciwnikami w 2-on-1 handicap matchu na Elimination Chamber.

## Lista walk
| Nr                                                                   | Wyniki | Stypulacje                                                   | Czas  |
| -------------------------------------------------------------------- | --- | ------------------------------------------------------------ | ----- |
| 1P                                                                   | Mojo Rawley pokonał Curta Hawkinsa | Singles match                                                | 8:05  |
| 2                                                                    | Becky Lynch pokonała Mickie James | Singles match                                                | 11:40 |
| 3                                                                    | Apollo Crews i Kalisto pokonali Dolpha Zigglera | 2-on-1 handicap match                                        | 7:20  |
| 4                                                                    | American Alpha (Chad Gable i Jason Jordan) (c) pokonali The Usos (Jimmy'ego i Jeya Uso), The Ascension (Konnora i Viktora), The Vaudevillains (Aidena Englisha i Simona Gotcha), Breezango (Fandango i Tylera Breeze'a) oraz Heatha Slatera i Rhyno | Tag Team Turmoil match o WWE SmackDown Tag Team Championship | 21:10 |
| 5                                                                    | Nikki Bella vs. Natalya zakończyło się podwójnym wyliczeniem pozaringowym | Singles match                                                | 13:40 |
| 6                                                                    | Randy Orton pokonał Luke'a Harpera | Singles match                                                | 17:15 |
| 7                                                                    | Naomi pokonała Alexę Bliss (c) | Singles match o WWE SmackDown Women's Championship           | 8:20  |
| 8                                                                    | Bray Wyatt pokonał Johna Cenę (c), AJ Stylesa, The Miza, Deana Ambrose'a i Barona Corbina | Elimination Chamber match o WWE Championship                 | 34:20 |
| (c) – mistrz/mistrzyni przed walkąP – walka miała miejsce w pre-show | |                                                              |       |

### Tag Team Turmoil match
| Nr. eliminacji | Wrestler             | Nr. wejściowy | Wyeliminowany przez    | Metoda eliminacji                                         | Czas  |
| -------------- | -------------------- | ------------- | ---------------------- | --------------------------------------------------------- | ----- |
| 1              | Breezango            | 2             | Heatha Slatera i Rhyno | Rhyno przypiął Fandango po otrzymaniu Gore                | 4:30  |
| 2              | The Vaudevillains    | 3             | Heatha Slatera i Rhyno | Slater przypiął Englisha po otrzymaniu Smash Hit          | 6:45  |
| 3              | Heath Slater i Rhyno | 1             | The Usos               | Jimmy przypiął Slatera po otrzymaniu Superkick przez Jeya | 9:45  |
| 4              | The Usos             | 4             | American Alpha         | Gable przypiął Jeya ruchem roll-up                        | 15:20 |
| 5              | The Ascension        | 6             | American Alpha         | Gable przypiął Viktora po otrzymaniu Grand Amplitude      | 21:10 |
| Zwycięzcy      | American Alpha (c)   | 5             | –                      | –                                                         | 21:10 |

### Elimination Chamber match
| Nr. eliminacji | Wrestler      | Nr. wejściowy | Wyeliminowany przez | Metoda eliminacji                                | Czas  |
| -------------- | ------------- | ------------- | ------------------- | ------------------------------------------------ | ----- |
| 1              | Baron Corbin  | 5             | Deana Ambrose’a     | Przypięty ruchem Schoolboy                       | 18:50 |
| 2              | Dean Ambrose  | 3             | The Miza            | Przypięty po wykonaniu End of Days przez Corbina | 20:35 |
| 3              | The Miz       | 6             | Johna Cenę          | Przypięty po otrzymaniu Attitude Adjustment      | 23:25 |
| 4              | John Cena (c) | 2             | Braya Wyatta        | Przypięty po otrzymaniu Sister Abigail           | 29:00 |
| 5              | AJ Styles     | 1             | Braya Wyatta        | Przypięty po otrzymaniu Sister Abigail           | 34:20 |
| Zwycięzca      | Bray Wyatt    | 4             | –                   | –                                                | 34:20 |